# 丹娜·保拉
丹娜·保拉·里韋拉·蒙吉亞（西班牙語：Danna Paola Rivera Munguía，1995年6月23日—），是墨西哥女演員、歌手、模特和詞曲作家。她作為兒童演員和歌手而廣受歡迎，並在整個童年和青春期出演了數十個電視節目。

## 個人生活
丹娜·保拉在墨西哥的墨西哥城出生與長大。她的父親是胡安·何塞·里韋拉·阿雷利亞諾（Juan José Rivera Arellano），曾擔任過旋風樂團與步行者樂團的歌手。母親是派翠西亞·穆吉亞（Patricia Munguía）。她的父母在她小時候就離婚了。她完成了社會科學的學士學位學習。她有一個姐姐，名為瓦妮亞（Vania）。她與亞歷山卓·史匹哲是從小就認識的朋友，兩人相識至今十多年。現任男友為艾力克斯·霍耶（Alex Hoyer）。

## 音樂事業

### 1999-2008年：第一部音樂作品
在音樂方面，她在6歲時就發行了她的第一張首張專輯《Mi globo azul》（2001年），後來又發行了與Noel Schajris二重唱的單曲〈No es cierto〉。丹娜·保拉被百老匯形容為“拉丁美洲的驕傲”，因為她驚人的音域和歌唱能力讓美國和拉丁美洲的人們感到驚訝。同年，寶拉被環球音樂發現，與之簽訂了合同，錄制了她第一張音樂專輯《Mi globo azul》。
2002年，她應邀在為教皇約翰·保羅二世舉行的儀式上演唱〈和平使者〉（Mensajero de paz）。
她參與了墨西哥電視節目《Amy, la niña de la mochila azul》的原聲帶，並參加了《En Busca del Tesoro, la historia continúa》的巡演。該電視節目於2004年2月23日首播，主要在墨西哥、美國、西班牙、秘魯、羅馬尼亞、以色列和巴西等國家受到歡迎。
2005年7月，她主持了兒童節目《芝麻街》，並發行了她的第三張音樂專輯《Chiquita pero picosa》。 2006年8月15日，她在墨西哥城的Metropólitan劇院發行了她的第一張現場DVD《Danna Paola en vivo》。
2007年，她錄製了第一張同名EP，其中只包括五首歌曲，顯示了這位歌手的職業發展。這張EP包含五首未發布的歌曲，包括〈Es mejor〉、〈Mundo de caramelo〉、〈El primer día sin ti〉、〈Dame corazón〉和〈De aquí para allá〉。

### 2009-2012年：同名專輯
同年，她的歌曲〈Mundo de caramelo〉獲得了Oye！獎的「最佳電視連續劇主題獎」。 同年，他為蒙特雷電視台演唱了歌曲〈Que vivan los niños〉，並與阿萊克斯·辛特克為皮克斯的原創電影《玩具總動員3》錄製了歌曲〈Yo soy tu amigo fiel〉。
2011年，他與墨西哥歌手路易斯·勞羅合作錄製了歌曲〈Muero por ti〉，並於2011年4月3日發行。同年，他開始制作第四張錄音室專輯，在墨西哥城、洛杉磯和邁阿密錄製。2011年2月1日，他發行了宣傳單曲〈Cero gravedad〉，作為其新錄音室專輯的試水。
2012年2月，她推出了新專輯的第一首單曲〈Ruleta〉。2012年6月5日，她發行了同名專輯。這張專輯象徵著她作為獨唱歌手從童年到青春期的過渡。 第二首單曲是〈Todo fue un show〉，由Río Roma的成員José Luis Roma創作。2012年11月，她在墨西哥城的Auditorio Nacional開始了她的《Tour Ruleta》巡演，她在秘魯、墨西哥、巴拿馬、哥倫比亞、美國、智利、烏拉圭、巴拉圭、玻利維亞和瓜地馬拉進行了巡迴演出。
2020年8月，丹娜·保拉在沒有任何提名的情況下被邀請到拉丁青年獎，與Sebastían Yatra一起表演〈No bailes sola〉的特別節目；此外，在Natti Natasha、Ally Brooke和Greeicy等其他藝人的陪伴下，他們向塞萊娜致敬。這首歌在2020年MUSA獎上獲得了「年度國際合作獎」。10月，她與伊莎貝拉·梅塞德合作了〈別走〉，還與亞特拉發布了原聲版的〈No Bailes Solo〉。 11月，丹娜·保拉出席了第十一屆墨西哥兒童選擇獎，她在「最受歡迎的創造者」、「年度現場」和「墨西哥藝術家」類別中獲得了三項提名。她以運動員身份出現，表演了〈Mala fama〉，然後與塞巴斯蒂安·亞特拉同台演唱〈No bailes sola〉。之後，兩人都獲得了「年度最佳現場獎」，丹娜·保拉獲得了「墨西哥藝術家」獎。

### 2013-2016: Hoy no me puedo levantar
2013年1月，她與歌手Noel Schajris合作，發行了重新發行的同名專輯中的第一首單曲〈No es cierto〉。同年，她推出了第二首單曲〈Agüita〉，該單曲包含在重新發行的同名專輯中。該單曲被選為MTV拉丁美洲原創影集《Niñas Mal》第二季的開場主題曲。 2013年11月，她主演了美國音樂劇《惡人》的第一個西班牙語版本，該劇根據格雷戈里-馬奎爾的小說《惡人：邪惡女巫回憶錄》改編。2014年8月，丹娜·保拉與安娜·維多利亞、費伊、卡拉·莫里森、帕蒂·坎圖和貝拉諾瓦組合等藝人合作發行了專輯《舞蹈皇後：向阿巴致敬》並演唱了歌曲〈給我一個機會〉。
2015年4月，她主演了音樂劇《Hoy no me puedo levantar》，靈感來自西班牙組合Mecano的歌曲。2015年7月，她與墨西哥歌手Lalo Brito錄製了單曲〈Mientras me enamoras〉。隔年，她與DJ組合AtellaGali合作發布了宣傳單曲〈Baila hasta caer〉。

### 2017-2020年：回歸音樂，SIE7E
2017年，她再次扮演音樂劇《Hoy no me puedo levantar》中的主角瑪麗亞。2018年，加入Netflix原創西班牙驚悚影集《菁英殺機》，飾演露柯西雅「小露」一角。2018年10月，她發布了單曲〈Final feliz〉，作為《菁英殺機》的原聲帶中的一部分。
他於2020年2月7日通過環球音樂集團和墨西哥環球音樂公司發行了他的第五張專輯《Sie7e+》，收錄了他的EP《Sie7e》（2019年）中的所有歌曲。作為該專輯的官方單曲，此前已發布了〈Oye Pablo〉和與Skinny Happy、Yera和Trapical合作的歌曲〈Polo a Tierr〉。
2020年4月，她確認了與Denise Rosenthal和Lola Índigo的合作，名為〈Santería〉。5月，他在數位平台上發布了他的單曲〈Sola〉的音樂錄影帶，該錄影帶是用三星 Galaxy S20智慧型手機拍攝錄製的，使其成為第一個用這種格式錄製的拉丁藝術家的影片。 5月8日發行的〈Contigo〉中，出現了一些名人，如塞巴斯蒂安·亞特拉（Sebastián Yatra）、路易斯·科穆尼卡（Luisito Comunica）、伊莎貝拉·梅塞德（Isabela Merced）、拉利（Lali）、伊絲特·伊克斯波席多、格雷西（Greccy）、亞歷山卓·史匹哲、卡利·丹迪（Cali y el Dandee）、喬治娜等。6月，她發布了〈TQ YA〉（Te quiero y ya），被媒體描述為一首「支持LGBT群體」的歌曲，在國際LGBT驕傲日的前幾天發布。7月，她與塞巴斯蒂安·亞特拉發布了單曲〈No bailes sola〉，並在正式發行後幾天發布了音樂錄影帶。

### 2021年至今：K.O.
丹娜·保拉於2021年1月13日發行了她的第五張錄音室專輯《K.O.》，該專輯通過環球音樂集團和墨西哥環球音樂出版。歌曲〈Contigo〉、〈No bailes sola〉、〈Friend de semana〉等被作為正式單曲發行。在她的Instagram帳號上，她宣布這張專輯比最初的日期（1月14日）提前一天發行，因為它意外地在Spotify的平台上被洩露了。丹娜·保拉將這張專輯描述為到那時為止「她職業生涯中最重要的創作」。
丹娜·保拉在Streamtime平台上舉辦了她的第一場虛擬音樂會，2月13日在美洲，2月14日在歐洲。2021年3月，《拉雅和最後的龍》上映，這部電影中丹娜·保拉為拉丁版本的主角（拉雅）配音，也是原聲帶的一部分，演唱了歌曲〈Hasta vencer〉。 4月，她首次與大衛·比斯巴爾合作，創作了〈Vuelve, vuelve〉，這首單曲被丹娜·保拉的唱片公司描述為「一首關於被不利環境分開的愛情的渴望的歌曲，但打算為雙方永遠封存」。同月，她參加了〈Ni una más〉的音樂錄影帶製作，這是一首由艾塔娜創作的歌曲，揭露了世界各地對婦女的虐待。該音樂錄影帶中有許多女性藝人的參與，如埃瓦魯納·蒙塔納、格洛麗亞·特雷維和卡羅爾·G。
5月，丹娜·保拉和Lasso發行了〈Ladrones〉，這首歌由Orlando Vitto制作，Gaby Noya負責視頻剪輯。6月，丹娜·保拉和Morat發行了〈Idiota〉，這首歌由樂隊成員與Mauricio Rengifo和Andrés Torres共同創作。同月，他們推出了〈Mía〉，並配以視頻剪輯。該視頻由聖地亞哥-薩爾維什（Santiago Salviche）執導，在西班牙拍攝，並在丹娜·保拉的Youtube頻道上首播。8月，她推出了名為〈Kaprichosa〉的最新單曲，指的是「Mala Fama 2.0」，強調了媒體和討厭者對她的所有評價。同月20日，丹娜·保拉重返舞台，現在是在Citibanamex Conecta en Vivo的戶外演出，位於Autodromo Hermanos Rodriguez的4號轉彎處，門票售罄。由此，她開啟了她音樂生涯的新階段，有望看到她在其他音樂風格和新合作中的新面貌。
另一方面，在9月的頭幾天，丹娜·保拉剛剛憑藉歌曲〈Calla Tu〉獲得了兩個最佳音樂錄影帶獎，這是在英國倫敦的「國際音樂錄影帶獎」和法國巴黎的「巴黎遊戲電影節」上。以及在「羅馬音樂錄影帶獎」、「羅馬獨立Prisma獎」和「慕尼黑音樂錄影帶獎」中，同一錄影帶獲得了3項提名；前兩項位於義大利羅馬，後者位於德國慕尼黑，證明了她不僅在國際上取得了成功，而且正如她自己所證明的那樣，女性值得被傾聽和尊重。丹娜·保拉最近在Instagram限時動態上發表的一篇動態中寫道「能夠創作並共同執導這段給我帶來如此多靈感的音樂錄影帶，真是一個夢想」。最後，她說「讓我們結束性別暴力和該死的父權制，你給我閉嘴」。
2022年，丹娜·保拉獲得拉丁青年獎的「最喜愛女演員獎」（西班牙語：Mi Actriz Preferida）。

## 外部連結
- 官方网站
- YouTube上的丹娜·保拉頻道
- 丹娜·保拉的Instagram帳戶
- 丹娜·保拉的X（前Twitter）
- 丹娜·保拉的Facebook專頁